# Thysanina absolvo
Thysanina absolvo là một loài nhện trong họ Trachelidae.
Loài này thuộc chi Thysanina. Thysanina absolvo được miêu tả năm 2006 bởi Lyle & Haddad.